# Imelda Lambertini
Imelda Lambertini, al secolo Maria Maddalena (Bologna, 1320 – Bologna, 12 maggio 1333), è stata una religiosa italiana.
Beatificata da papa Leone XII è considerata dalla Chiesa cattolica patrona delle prime comunioni.

Stemma dei Lambertini

## Biografia
Entrata giovanissima nel monastero domenicano di Santa Maria Maddalena in Val di Pietra, morì a soli 13 anni dopo aver ricevuto la Comunione in modo ritenuto miracoloso.
Alla messa dell'Ascensione, le suore si misero in fila per la comunione, tranne Imelda, ancora troppo giovane e ritenuta impreparata. A quell'epoca si pensava che per ricevere l'eucaristia fosse necessaria una maggiore responsabilità. Imelda, ubbidiente alle regole, quel giorno si mise in un angolo della cappella a pregare; proprio davanti a lei, a un tratto, sarebbe apparsa a mezz'aria una luminosissima particola. Il sacerdote capì che non si sarebbe potuto rifiutare: così prese l'ostia e comunicò la ragazzina. La Lambertini entrò immediatamente in estasi e così rimase. Morì con un'espressione di gioia sul viso che rimase impressa negli astanti.

## Culto
Nel 1824 fu proclamata beata da papa Leone XII. Le sue spoglie sono venerate nella chiesa di San Sigismondo a Bologna.
Memoria liturgica il 12 maggio.
Papa Pio X nel 1910, in occasione dell'abbassamento dell'età dell'ammissione alle prime comunioni proclamò la beata Imelda Lambertini patrona delle prime comunioni. Da allora la rinomanza della beata si è largamente estesa nella Chiesa universale.